# Progesteron monooksigenaza
Progesteron monooksigenaza (EC 1.14.99.4, progesteronska hidroksilaza) je enzim sa sistematskim imenom progesteron,vodonik-donor:kiseonik oksidoreduktaza (hidroksilacija). Ovaj enzim katalizuje sledeću hemijsku reakciju:
progesteron + AH2 + O2 {\displaystyle \rightleftharpoons } testosteron acetat + A + H2O
Ovaj enzim ima široku specifičnost. Enzim iz gljive Neonectria radicicola (EC 1.14.13.54 ketosteroid monooksigenaza) katalizuje osim ove reakcije i reakciju koju katalizuje enzim EC 1.14.99.12, androst-4-en-3,17-dion monooksigenaza.

## Literatura
- Nicholas C. Price; Lewis Stevens (1999). Fundamentals of Enzymology: The Cell and Molecular Biology of Catalytic Proteins (Third изд.). USA: Oxford University Press. ISBN 019850229X.
- Eric J. Toone (2006). Advances in Enzymology and Related Areas of Molecular Biology, Protein Evolution (Volume 75 изд.). Wiley-Interscience. ISBN 0471205036.
- Branden C; Tooze J. Introduction to Protein Structure. New York, NY: Garland Publishing. ISBN 0-8153-2305-0.
- Irwin H. Segel. Enzyme Kinetics: Behavior and Analysis of Rapid Equilibrium and Steady-State Enzyme Systems (Book 44 изд.). Wiley Classics Library. ISBN 0471303097.

## Spoljašnje veze
- Progesterone+monooxygenase на 